# Richthofensiedlung
Koordinaten: 51° 24′ 22,8″ N, 6° 55′ 52,1″ O
Bei der Richthofensiedlung handelt es sich um eine Fliegersiedlung in Mülheim an der Ruhr am Flughafen Essen-Mülheim. Heute ist sie auch unter dem Begriff Flughafensiedlung Mülheim bekannt.

## Entstehung
1925 wurde in einem rein agrarisch geprägten Gebiet zwischen den Städten Mülheim an der Ruhr und Essen ein Verkehrslandeplatz errichtet, der im Jahr 1935 zum zentralen Landeplatz des gesamten rheinisch-westfälischen Industriegebietes ausgebaut wurde. Damit war er in dieser Zeit einer bedeutendsten deutschen Flughäfen, weit vor dem Flughafen Düsseldorf, der von hier aus verwaltet wurde.
Für das Verwaltungs-, Flug- und Wartungspersonal wurde Ende der zwanziger Jahre eine sogenannte Fliegersiedlung in unmittelbarer Nähe zum Flugplatz errichtet.

## Namensgebung
Benannt ist die Siedlung nach Manfred von Richthofen (1892–1918), einem deutschen Jagdflieger und Fliegerass des Ersten Weltkriegs, genannt der Rote Baron. Die meisten der Straßennamen verweisen auf damals bestehende Höfe und Flure, eine Straße der Siedlung ist jedoch nach Heini Dittmar (1911–1960), einem deutschen Segel- und Versuchsflieger benannt, der 1941 als erster Mensch die 1000-km/h-Marke mit einem Messerschmitt-Flugzeug überschritt. Nach dem Zweiten Weltkrieg wurde der Name Richthofensiedlung seltener verwendet und oft durch den Begriff Flughafensiedlung ersetzt. Gerade nicht dort ansässige und nicht mit der Historie der Siedlung vertraute Personen verwenden in der Regel den Namen Flughafensiedlung.

## Lage
Der Flughafen Essen/Mülheim liegt auf der Grenze zwischen Essen und Mülheim an der Ruhr im Südwesten des Ruhrgebiets, etwa zu einem Viertel auf Essener und zu drei Viertel auf Mülheimer Gebiet. Die Richthofensiedlung gehört dagegen vollständig zu Mülheim. Sie befindet sich im Stadtteil Raadt.
Straßen: Windmühlenstraße, Brunshofstraße, Heini-Dittmar-Straße, Beekkamp, Scheifhackenweg, Schürfeld, Bertholdstraße, Kamperhofweg, Kugenbergweg

## Sonstiges
In geringer Entfernung, aber nicht mehr zur Richthofensiedlung gehörend, weisen die Namen Parsevalstraße, Eckenerstraße und Zeppelinstraße auf drei Pioniere der Luftschifffahrt hin.
Um die Nordseite des Flughafens herum führt die Lilienthalstraße, benannt nach Otto Lilienthal, dem ersten, dem erfolgreich und wiederholbar Gleitflüge mit einem Flugzeug gelangen.
Der höchste Punkt im Stadtgebiet von Mülheim an der Ruhr misst 152,7 m über NHN und liegt auf dem Gelände des Flughafens ganz in der Nähe der Richthofensiedlung.
Zwischen Juni 1941 bis März 1945 befand sich an der Brunshofstraße das Arbeitserziehungslager Flughafen Essen/Mülheim. Unter unmenschlichen Bedingungen dienten „Westarbeiter“ aus den besetzten Gebieten in der Rüstungsindustrie. Eine Gedenktafel erinnert an den Standort.
Bei dem Luftangriff am 24. Dezember 1944 wurde der Hochbunker an der Windmühlenstraße von einer 1000-Kilo-Bombe getroffen. Die Bombe durchschlug die Decke und explodierte im Innenraum. 50 Schutzsuchende verloren ihr Leben. Man geht aber von mehr Toten aus, da stationierte Soldaten nicht in der Mülheimer Opferliste standen. Heute stehen an der Stelle Wohnhäuser. Ein Gedenkstein am Vereinsheim des SV Raadt erinnert seit 1969 an dieses Ereignis.